# Teletraan I
Teletraan I è il supercomputer dell'Arca, l'astronave degli Autobot, protagonisti della serie a cartoni animati Transformers. Teletraan I funge da principale centro diagnostico, un centro di controllo, ed è come un sistema di sorveglianza attraverso il controllo del satellite spia, oltre a essere un enorme database per gli Autobot, sempre aggiornato con tutti i dati terrestri e non.
Teletraan I fornisce un grande aiuto agli Autobot nella loro lotta contro i Decepticon, grazie soprattutto alla sua funzione di analisi e controllo.
Nel secondo episodio della serie si scopre che ha anche una funzione di "riparazione", quanto riattiva i Decepticon dopo l'arrivo sulla terra, prendendo a modello i veicoli umani (inizialmente tutti i Transformer diventano veicoli alieni). Riattiverà dopo poco anche gli Autobot.
Teletraan I rimane per le prime due stagioni dei Transformers (Generation One). In seguito viene distrutto assieme all'Arca dovuto al crollo della montagna (Monte Sant'Ilario) provocato dall'attacco di Tripticon. Nella terza viene sostituito da Teletraan II. Teletraan II inoltre è inserito all'interno della città fortezza Guardian.
Il supercomputer è presente anche nella serie Transformers: Robot in Disguise, ma viene chiamata in diverso modo, T-Ai, che sta a significare Intelligenza Tattica Artificiale.
Nella serie Beast Wars è presente, sebbene fino alla fine venga chiamato Teletron One. Nell'episodio finale il dialogo tra due Transformers rivelerà la giusta pronuncia, Teletraan I.
Inoltre è presente anche nel romanzo Transformers: Exodus, prequel del cartone animato della Hasbro del 2010 Transformers: Prime